# FOX-7
FOX-7 (DADNE, 1,1-diamino-2,2-dinitroethen, C2H4N4O4) je za normálních podmínek žlutá krystalická látka o krystalové hustotě 1,885 g cm−3. Jedná se o výbušninu s podobnou explozivní sílou jakou má hexogen. Je tedy velmi brizantní výbušninou s detonační rychlostí lehce pod 8900 m/s při krystalové hustotě. Oproti němu má ale přibližně poloviční až čtvrtinovou citlivost na mechanické podněty a tak ji lze považovat za relativně necitlivou výbušninu. Proto je zkoumána a zvažována jako jeho náhrada ve vojenských trhavinách. FOX-7 je dnes průmyslově produkován firmou EURENCO, Bofors.